# Грозненский радиотехнический завод
ГУП «Грозненский радиотехнический завод «Синтар» (сокращённо ГРТЗ «Синтар») — бывшее советское и российское предприятие, специализировавшееся на производстве радиотехники. Было основано в 1959 году и полностью уничтожено в ходе Второй чеченской войны.
Завод был одним из самых передовых предприятий отрасли в стране. Численность рабочих достигала более 3 тысяч человек. Завод выпускал магнитолы, радиоприёмники, радио- и телепередатчики (например, несколько моделей монофонических электрофонов «Ноктюрн», переносные транзисторные радиоприёмники 3-го класса серии «Турист», линейку переносных транзисторных радиоприёмников 4-го класса «Гӏала»), а также военную продукцию. 

## История
Радиотехнический завод был построен в Грозном в 1959 году и занимал площадь более 20 га. Первой продукцией нового завода стали переносные транзисторные радиоприёмники 4-го класса «Атмосфера». Освоить производство радиоприёмника грозненскому заводу помогли специалисты Воронежского радиозавода. 

В последующие годы предприятие продолжало активно развиваться: в 1964 году был освоен выпуск переносных радиоприёмников «Альпинист». 

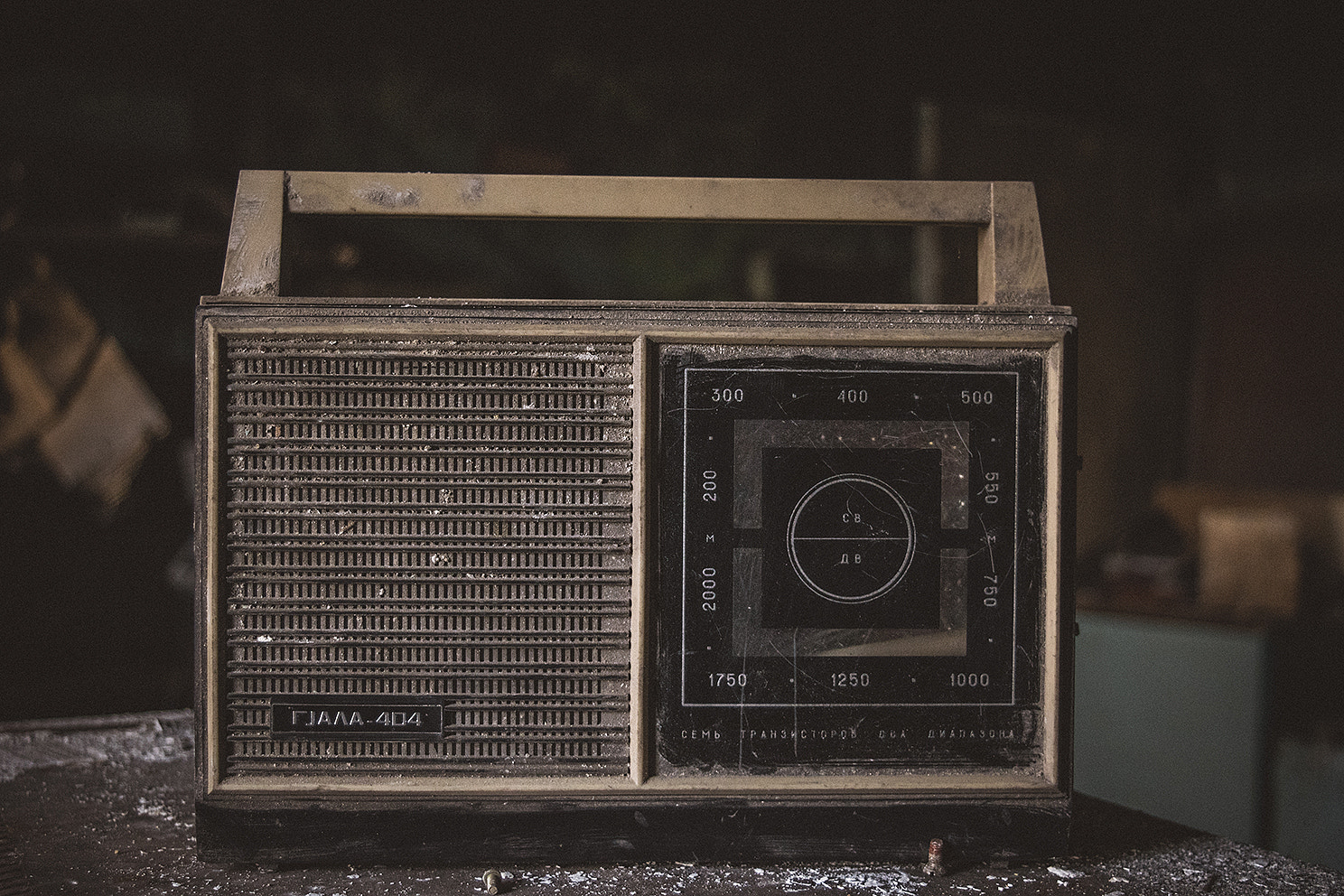
Гӏала-404.

В 1968 году совместно с воронежскими специалистами было освоено серийное производство переносных приёмников «Гӏала». В том же году завод освоил выпуск оригинального радиоприёмника-блокнота «SURPRIS», для которого был разработан специальный динамик толщиной 4мм. Примечательно, что на момент начала производства «SURPRIS» стал самым тонким серийным радиоприёмником в мире.
В 1973 году при заводе было создано специализированное конструкторское бюро (СКБ), созданное для разработки и освоения в производстве новой радиотехнической аппаратуры.
В 1970-х — 1980-х годах предприятие помимо радиоприёмников освоило выпуск электрофонов «Ноктюрн» и акустических систем. Продукция завода экспортировалась в десятки стран.
В 1991 году на заводе был освоен выпуск переносных магнитол «Синтар РМ-201С». Несмотря на распад СССР и вооружённый конфликт в Чечене начала 1990-х Грозненский радиотехнический завод продолжал свою деятельность. 
В 1993 году завод получил наименование «Грозненский радиотехнический завод „Синтар“» (Синтар — с чеч. — «Росток»). На заводе продолжался выпуск радиоприёмников «Синтар РП-215» (до 1993 называвшийся «Турист РП-215»), магнитол и товаров народного потребления. 
Завод проработал до октября 1999 года, когда в Грозном начались активные боевые действия. После окончания второй чеченской войны территория завода была сильно разрушена, также были утеряны опытные сотрудники. После войны некоторое время работал под вывеской унитарного предприятия «Грозненский радиотехнический завод „Синтар“», однако восстановиться так и не смог.  
В настоящее время (2019 год) на бывшей территории завода не сохранилось никаких построек.

## Продукция
Основной продукцией завода в разные годы являлись:
- радиоприёмники: Атмосфера-2 и 2М, Альпинист, Сюрприз, Гӏала (модели 402; 404; 407; 408; 410; 303; 310) Турист (модели 312; РП-315; РП-215), Sintar РП-215;
- электрофоны: Ноктюрн (модели 103С; 201; 211; 212С; 314С) Школьный ЭФ-302;
- стереомагнитола: Sintar РМ-201С;[4]
- акустические системы: 6АС-518, 8АС-3.